# Enric Rabassa
Josep Enric Rabassa Llompart (Barcelona, 19 de abril de 1920-ibídem, 19 de diciembre de 1980) fue un entrenador español.

## Trayectoria
Entrenó al Fútbol Club Barcelona al final de la temporada 1959-60 al ser cesado Helenio Herrera tras ser éste eliminado de la Copa de Europa, aún a pesar de haber ganado la liga. Se da la circunstancia de que en este breve período se jugó la vuelta de la final de la Copa de Ferias ganándose el partido por 4-1 (la ida, entrenada por Herrera acabó con empate a cero) con lo que dicho título se adjudica a Enric Rabassa.
En la temporada siguiente, el club decidió sustituir a Rabassa por el técnico serbio Ljubiša Broćić. También entrenó en primera división al CD Tenerife y al Deportivo de la Coruña.

## Estadísticas con el FC Barcelona
- Debut como entrenador: 01-05-1960 (Ferrol 1-3 Barcelona, Copa de España)
- Partidos dirigidos: 6
- Partidos ganados: 5
- Partidos empatados: 0
- Partidos perdidos: 1

## Palmarés con el FC Barcelona
- Copa de Ferias: 1
  - 1958-60